# Ouled Brahem
Ouled Brahem là một đô thị thuộc tỉnh Bordj Bou Arréridj, Algérie. Dân số thời điểm năm 2002 là 7.348 người.